# 超次元戰記 戰機少女mk2
《超次元戰記 戰機少女mk2》為Idea Factory和Compile Heart於2011年8月18日所開發的PlayStation 3用電子角色扮演遊戲。人物設計及原畫與2010年8月19日發售的前作《超次元戰記 戰機少女》相同由插畫家Tsunako擔任。第三代作品《神次元戰記 戰機少女V》於2012年8月30日發售。重製版遊戲《超次次元戰記 戰機少女Re;Birth2 妹妹世代》（日語：超次次元ゲイム ネプテューヌRe;Birth2 SISTERS GENERATION）於2014年3月20日在PlayStation Vita平台上發售。
在以下項目中，有出現許多與真實世界的企業名稱和遊戲名稱相同的名詞，在以下項目會另做遊戲中登場各名詞的說明。

## 概要
主角由前作的涅普迪努和其他的三位女神，換成女神候補生的妹妹們。
本作的舞台遊戲業界相較於前作，前作的大陸分開成了四分而本作品被統一成了一個大陸，業界墓場則是墳墓的地帶，瑪潔克努不是上一代的女神而是犯罪組織等幾點不同。還有，IF和各廠商擬人化角色的設定也有變更，各國家的教主與瑪潔克努四大天王作為新角色登場。信仰方面，也許因為守護女神的戰爭的原因，並沒有正式的問題，協會並非行政區而是委託的地方。
戰鬥方面也與前作不同，增加了許多前作沒有的戰鬥要素。

## 序章
20XX年，因遊戲業界犯罪組織瑪潔克努的登場，人們中失去了自己對女神信仰的事件接連發生，政府的對應追趕不上，世界開始荒廢。
因實行伊絲多瓦露的作戰計畫，四位守護女神與女神候補生包括涅普顿的妹妹涅普姬雅合力對抗，但在壓倒性的實力差距下，戰敗的女神們被抓至業界墓場並封印在混沌的黑暗之中。從女神們的戰鬥過了三年後，康帕與IF一起聯手辛苦的救出涅普姬雅，並且與他國的女神候補生共同救助姐姐們，為能打倒瑪潔克努而旅行。

## 系統
本作品中，據點間的移動與故事的進行。大致上分成與使節的收領的街・世界地圖的畫面和進行迷宮實際探索的區分。

## 登場角色

### 女神候補生
涅普姬雅／紺紫小妹（Nepgear／Purple Sister，配音：堀江由衣）
本作的主角，紫曜之都（Planeptune）的女神候補生。涅普迪努的妹妹，最喜歡自己的姐姐。天然呆的個性。常常對姊姊的行動感到困惑，總是扮演協助姊姊的角色。
優妮／聖黑小妹（Uni／Black Sister，配音：喜多村英梨）
黑土邊域（Lastation）的女神候補生。諾瓦露的妹妹，想得到優秀的姐姐的稱讚。但是在處理事務方面，跟姐姐能力相當。與姊姊一樣的不坦率。以及不知道姊姊有角色扮演的愛好。
蘿姆／群白小妹 蘿姆（Rom／White Sister Rom，配音：小倉唯）
白露之濱（Lowee）的女神候補生。布蘭的妹妹。跟拉姆是雙胞胎，蘿姆是姐姐。有著無口的個性。會做出接近涅普姬雅的事情。變身前與變身後好像有兩種個性。
拉姆／群白小妹 拉姆（Ram／White Sister Ram，配音：石原夏織）
白露之濱（Lowee）的女神候補生。布蘭的妹妹。跟蘿姆是雙胞胎，拉姆是妹妹。有著與蘿姆不同的開朗個性。蘿姆接近涅普姬雅時會感到生氣，成為朋友後好像也會忌妒涅普姬雅。變身前與變身後好像有兩種個性。

### 守護女神
涅普迪努／紺紫之心（Neptune／Purple Heart，配音：田中理惠）
紫曜之都（Planeptune）的守護女神。有著對著國家營運沒有幫助的積極性格。多次讓國家信仰出現赤字。
諾瓦露／聖黑之心（Noire／Black Heart，配音：今井麻美）
黑土邊域（Lastation）的守護女神。有著容易感到寂寞的一面。對於沒有朋友隱約的感到在意。
貝露／翡綠之心（Vert／Green Heart，配音：佐藤利奈）
綠蔭箱庭（Leanbox）的守護女神。有著整潔平穩的包容力，從線上遊戲到BL遊戲都喜歡的遊戲高手。特別是對於線上遊戲已經達到廢人的等級，能夠一次使用三台PC進行遊戲，集中精神在遊戲上時，言行會變得粗魯。
布蘭／群白之心（Blanc／White Heart，配音：阿澄佳奈）
白露之濱（Lowee）的守護女神。平常沉默少話，但也有相當粗暴的一面。喜歡讀書，自己也有在創作同人誌，不過完全沒有人氣。

### 教主
伊絲多瓦露（Histoire，配音：金井美香）
紫曜之都（Planeptune）教主，昔日女神製造的人工生命體。擁有豐富的知識，不過找起來相當花費時間。
神宮寺凱伊（Jinguji Kei，配音：三瓶由布子）
黑土邊域（Lastation）教主，有著中性的穿著，自身並不在意自己的性別。如果把工作時的忠誠度拿掉。與諾瓦露和優妮的友好關係近乎為零。
西澤美奈（Mina Nishizawa，配音：仲谷明香）
白露之濱（Lowee）教主，平時溫和，但發怒時很可怕。平時對蘿姆、拉姆有著像母親一樣的愛護。
箱崎智佳（Chika Hakozaki，配音：小松由佳）
綠蔭箱庭（Leanbox）教主，實實在在的愛慕著貝露，對於判斷事物都把貝露當作優先事項。從小身體虛弱，但裝病的次數也很多，大多都被貝露所無視。以前貝露好像有被騙到過，但後來都習慣了。

### 廠商
康帕（Compa，配音：酒井香奈子）
紫曜之都的新人護士，天然呆的個性。三年前是個護理系學生，現在以護士就業。因為旅行而時常請長假，就算被開除了也會重新尋找工作。
IF（IF，配音：植田佳奈）
紫曜之都的情報人員，
真面目是相當有責任感和很堅強的少女，但手提電話不見或壞了就會智商退化。妄想與相當擁有重度中二病的毛病從小就養成。
GUST（GUST，配音：桑谷夏子）
雖然外觀是蘿莉樣貌，但是卻唯利是圖（金錢方面）。是一位鍊金術士，到處進行買賣的交易，連內衣或使用過的湯匙都能拿去拍賣。
日本一（Nisa，配音：水橋香織）
自稱為正義的少女。以守護世界的理由而活動，沒有胸部（AAA Cup）。
5pb.（配音：nao）
遊戲業界的新人偶像歌手。但是非常怕生。只要離開綠蔭箱庭就有焦慮不安的狀況發生。
CAVE（CAVE，配音：高橋真由子）
綠蔭箱庭的武裝女僕，意外的喜歡甜食。在國家中是不明的存在，有三名同樣所屬的成員。
Falcom.（Falcom.，配音：神田朱未）
遇到有困難的人就會伸出援手，多管閒事的個性。以助人為樂，擁有每次搭船都能丟失物品的特殊能力(?)。常常把旅行時的內容寫成書籍。

### 犯罪組織 燒錄卡
魔法硬體（Magiquone，配音：高橋智秋）
審判硬體（Judge，配音：津田健次郎）
勇氣硬體（Brave，配音：伊藤健太郎）
圈套硬體（Trick，配音：上田燿司）
瓦雷邱（Warecyu，配音：西萩五十鈴）
琳達（Linda，配音：皆川純子）

## 主題曲
片頭曲
作詞：山下慎一狼 ，作曲：YOFFY ，編曲：大石憲一郎 ，演唱：nao
片尾曲《GO→Love&Peace》
作詞、演唱：彩音，作曲、編曲：上野圭市
插入曲《クリスタルの誓い》
作詞：こだまさおり，作曲、編曲：宮崎誠，演唱：唯夏織

## 外部連結
- 超次元戰記 戰機少女mk2官方網站 （页面存档备份，存于）（日語）
- 超次次元遊戲 戰機少女重生2 妹妹世代官方網站 （页面存档备份，存于）（日語）
- 超次次元遊戲 戰機少女重生2 妹妹世代steam頁面 （页面存档备份，存于）